# Trésor de Cheste

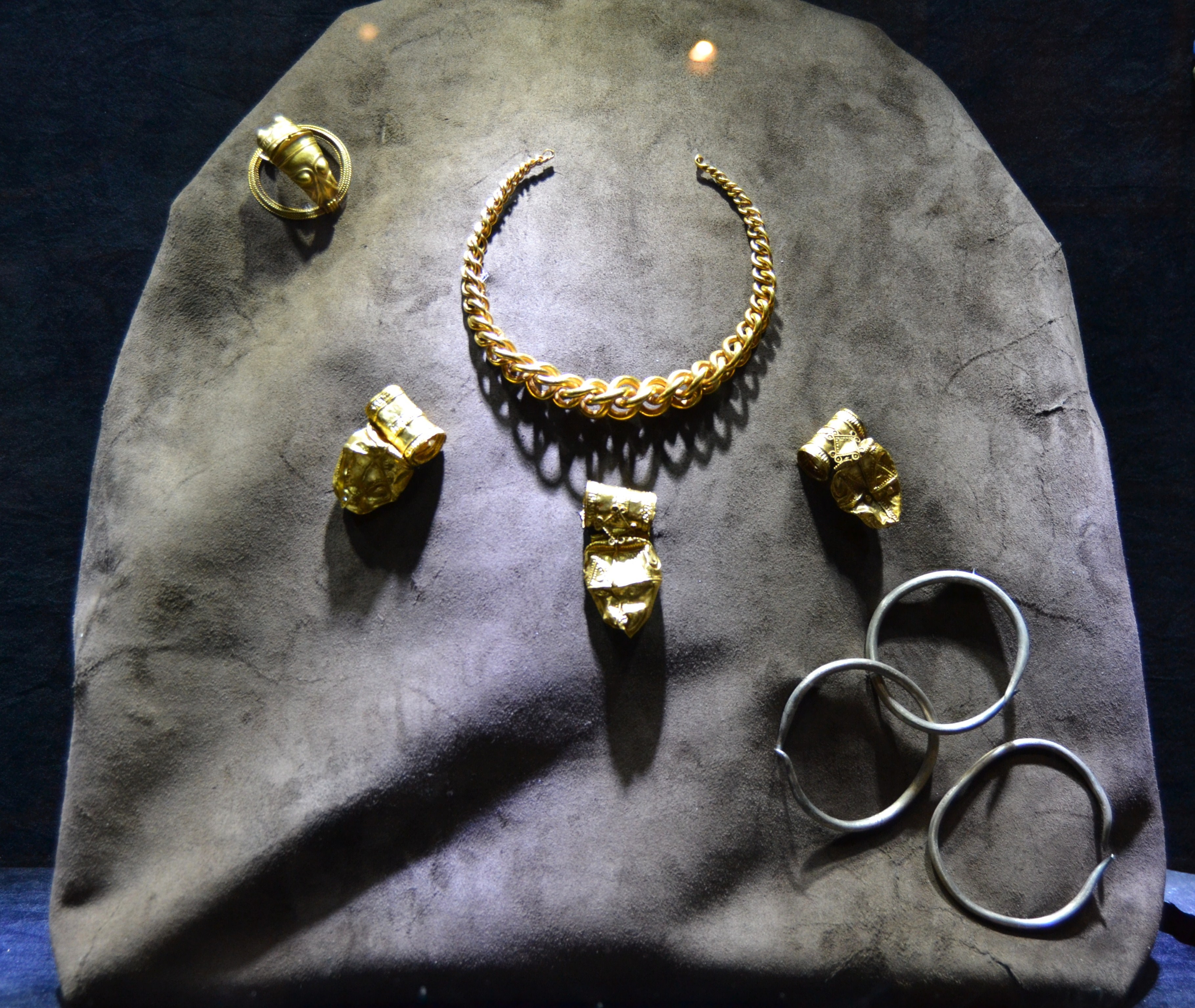
Trésor de Cheste au Museu d’Història de València (musée d'histoire de Valence).

Le trésor de Cheste est un ensemble de bijoux et de pièces en or et argent trouvé dans deux pots au départ de la Safa à Cheste, Valence (Espagne) en 1864 et, selon les érudits, il avait été caché environ 200 ans avant Jésus-Christ, pendant la deuxième guerre punique. 
Initialement, le trésor était constitué de plusieurs pièces d'or, qui met en évidence trois têtes de serpent avec une œuvre d'or élégante et quelques pièces d'argent, notamment des bracelets et des anneaux. Souligne un denier Sydenham 140 (CRR 44.5 à partir de 211 av. J.-C.), qui a servi à la dater. Le trésor fut en son temps un constat de grande importance, mais, contrairement au cas du trésor de Villena, trouvé près d'un siècle plus tard, n'a pas pu conserver leur pleine mesure: la plupart des pièces de monnaie et un nombre indéterminé de bijoux ont aussi été pris à Valence pour la fonte. Ce qui reste est actuellement exposé au Museu d’Història de València (musée d'histoire de Valence).

## Études sur le Trésor de Cheste
- Tesoros monetarios de Valencia y su entorno. A. Ribera Lacomba/ P.P. Ripollés Alegre, Eds. 2005